# World Top Four femminile 1992
La III World Top Four di pallavolo femminile si è svolta dal 14 al 15 1992 a Tokyo, in Giappone. Al torneo hanno partecipato 4 squadre nazionali e la vittoria finale è andata per la prima volta a Cuba.

## Squadre partecipanti
- Comunità degli Stati Indipendenti
- Cuba
- Giappone
- Stati Uniti

## Fase unica

### Finali 1º e 3º posto
|  | Semifinali                        | Semifinali                        | Semifinali |          |      | Finale                            | Finale                            | Finale   |  |
|  |                                   |                                   |            |          |      |                                   |                                   |          |  |
|  | Giappone                          | Giappone                          | 3          |          |      |                                   |                                   |          |  |
|  | Giappone                          | Giappone                          | 3          |          |      |                                   |                                   |          |  |
|  | Stati Uniti                       | Stati Uniti                       | 1          |          |      |                                   |                                   |          |  |
|  | Stati Uniti                       | Stati Uniti                       | 1          |          | Cuba | Cuba                              | 3                                 |          |  |
|  |                                   |                                   |            |          | Cuba | Cuba                              | 3                                 |          |  |
|  |                                   |                                   | Giappone   | Giappone | 0    |                                   |                                   |          |  |
|  | Cuba                              | Cuba                              | Giappone   | Giappone | 0    | 3                                 |                                   |          |  |
|  | Cuba                              | Cuba                              |            |          |      | 3                                 |                                   |          |  |
|  | Comunità degli Stati Indipendenti | Comunità degli Stati Indipendenti | 0          |          |      | 3º posto                          | 3º posto                          | 3º posto |  |
|  | Comunità degli Stati Indipendenti | Comunità degli Stati Indipendenti | 0          |          |      |                                   |                                   |          |  |
|  |                                   |                                   |            |          |      |                                   |                                   |          |  |
|  |                                   |                                   |            |          |      | Stati Uniti                       | Stati Uniti                       | 3        |  |
|  |                                   |                                   |            |          |      | Stati Uniti                       | Stati Uniti                       | 3        |  |
|  |                                   |                                   |            |          |      | Comunità degli Stati Indipendenti | Comunità degli Stati Indipendenti | 2        |  |

## Classifica finale
| Classifica | Squadre                           |
| ---------- | --------------------------------- |
|            | Cuba                              |
|            | Giappone                          |
|            | Stati Uniti                       |
| 4          | Comunità degli Stati Indipendenti |